# Rich Kids on LSD
Rich Kids on LSD é uma banda de hardcore punk dos Estados Unidos.